# Sklabiná
Sklabiná (maďarsky Mikszáthfalva) je obec na Slovensku, ležící v okrese Veľký Krtíš v Banskobystrickém kraji nedaleko maďarských hranic. 
Žije zde 931 obyvatel.

## Poloha
Obec leží v Ipeľské kotlině, na jihozápadním okraji Novohradského regionu, asi 5 km jižně od Velkého Krtíše. Východním okrajem protéká říčka Krtíš, do které se severně od obce vlévá Plachtinský potok (pravostranný přítok). Ve směru na Želovce je na Zajském potoce vybudována vodní nádrž. Obcí prochází silnice II/527 z Velkého Krtíše na Slovenské Ďarmoty.

## Historie
První písemná zmínka pochází z roku 1330, obec je jmenována jako Sklabanya, v roce 1384 jako Sklabinia a v roce 1808 jako Sklabina. Obec, která patřila Divinskému hradnímu panství, vznikla zřejmě na přelomu 12. a 13. století. Téměř celou polovinu 16. století oblast okupovali Turci. V roce 1660 je uváděno 12 poddanských domácností, ruina hradu a panský mlýn. V dalším soupise z roku 1671 už byly jen 4 poddanské domácnosti. Obec byla v následujících obdobích vypálená a až do roku 1685 opuštěná. Nově vzniklá obec byla rozdělena mezi Divínské a Modrokamenské panství. V roce 1828 ve 109 domech žilo 780 obyvatel. Hlavní obživou obyvatel bylo zemědělství a vinařství. V obci byla cihelna. V roce 1950 bylo založené místní JRD (Jednotné rolnické družstvo).

## Památky
- Římskokatolický kostel svatého Mikuláše ze 14. století.
- Pamětní dům Kalmána Mikszátha s expozicí souborů jeho vydaných knih a osobních věcí.
- Pamětní deska na domě a památník na místě rodného domu zbouraného v roce 1968.
- Sklep a vahadlová studna asi z roku 1852 u pamětního domu.[4][5]
- Na seznamu kulturních památek Slovenské republiky je paleolitické sídliště na kopci Kishegy.
- Kaple svatého Valentina.

## Osobnosti obce
- Kalmán Mikszáth (1849–1910), maďarský spisovatel a politik

## Galerie

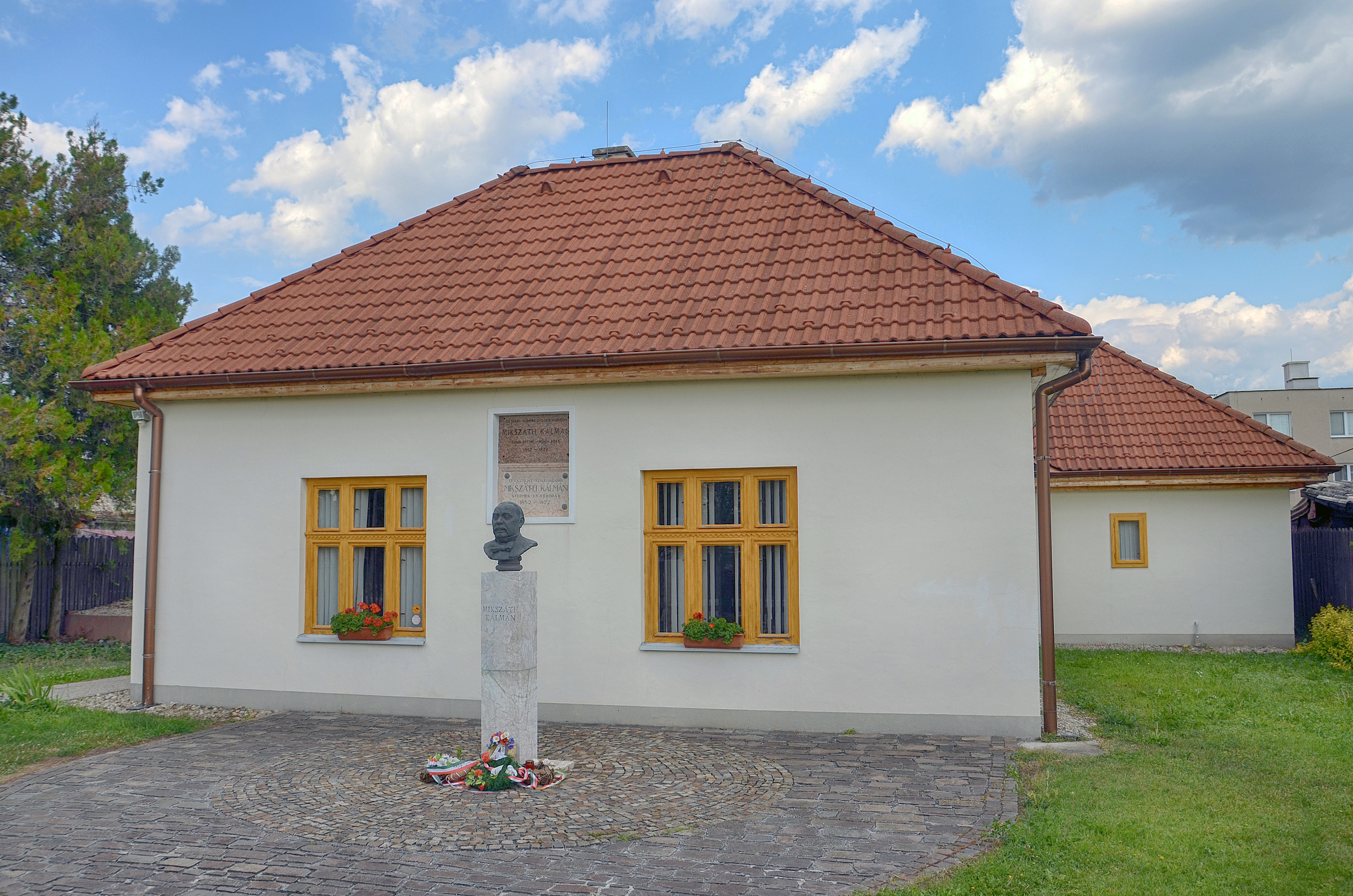
Dům Kalmána Mikszátha
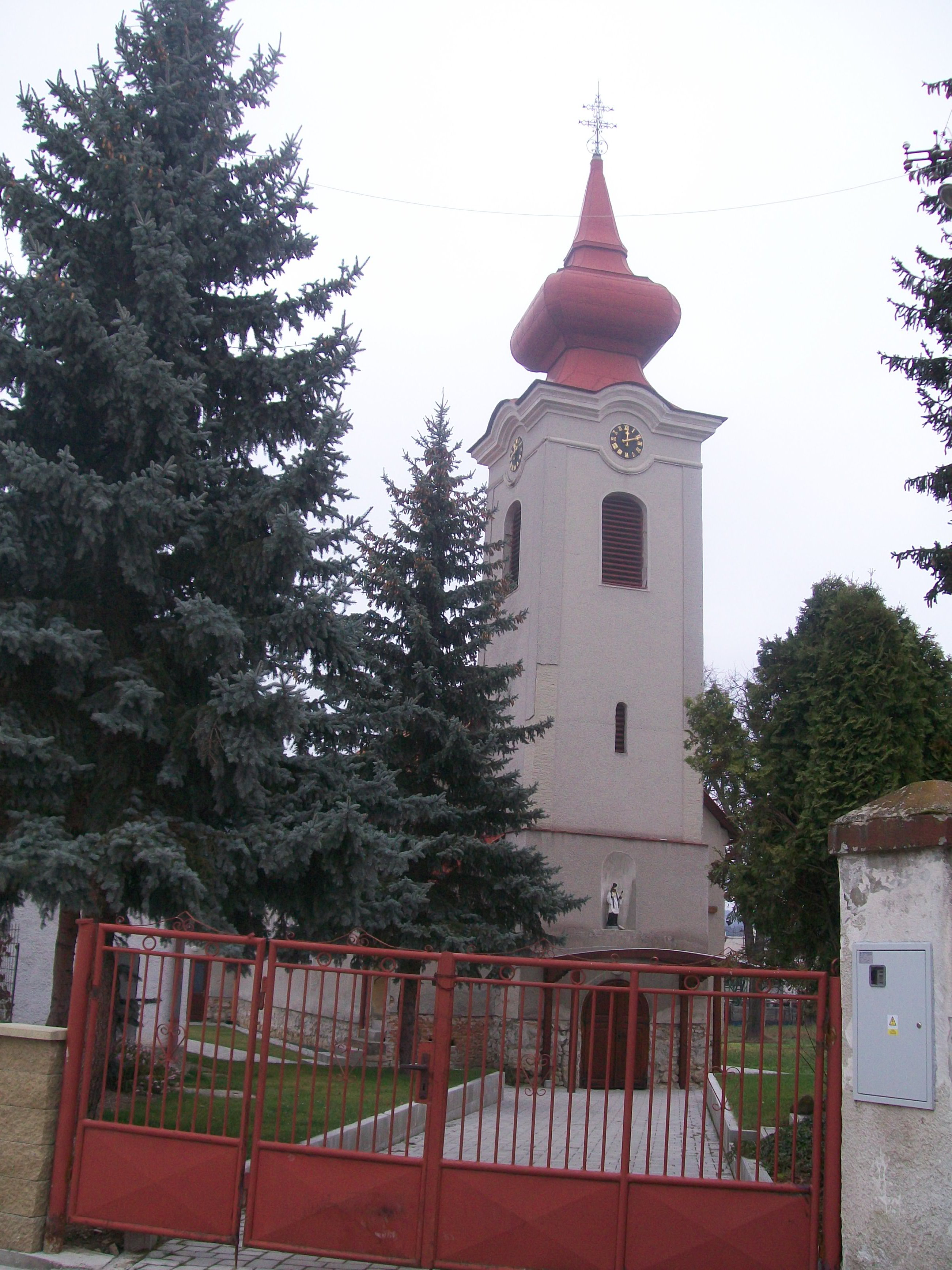
Kostel sv. Mikuláše
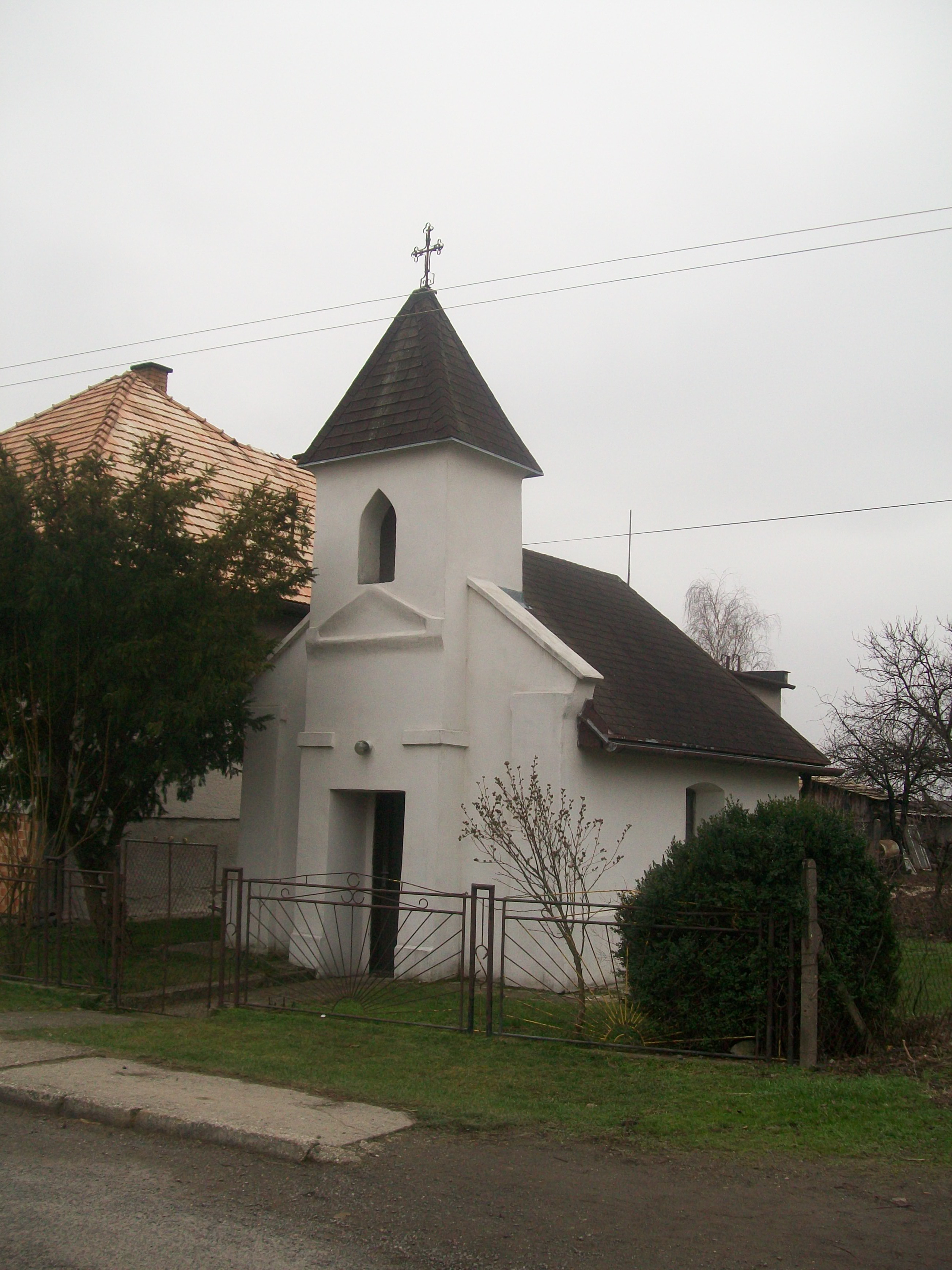
Kaplička
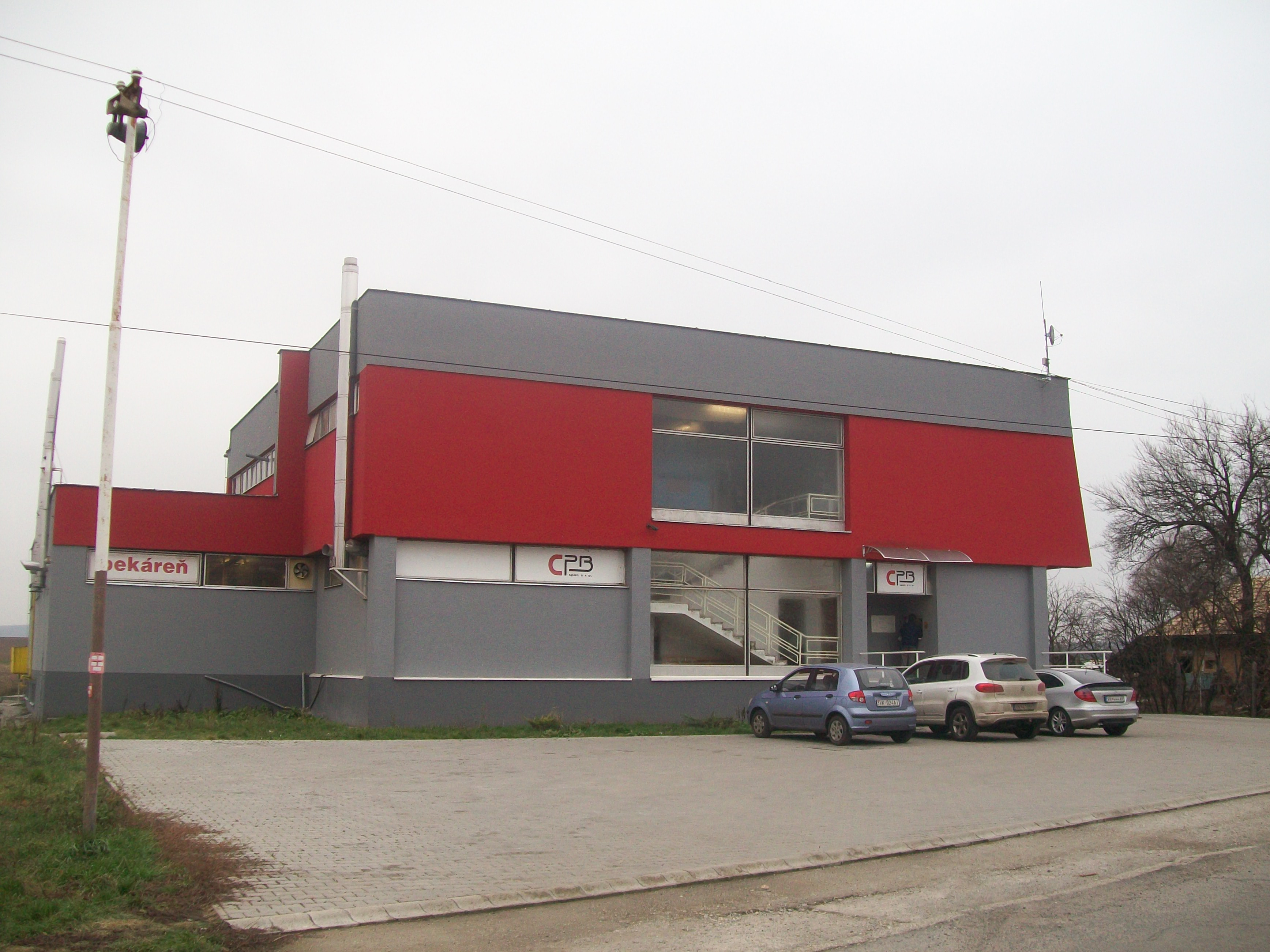
Pekárna
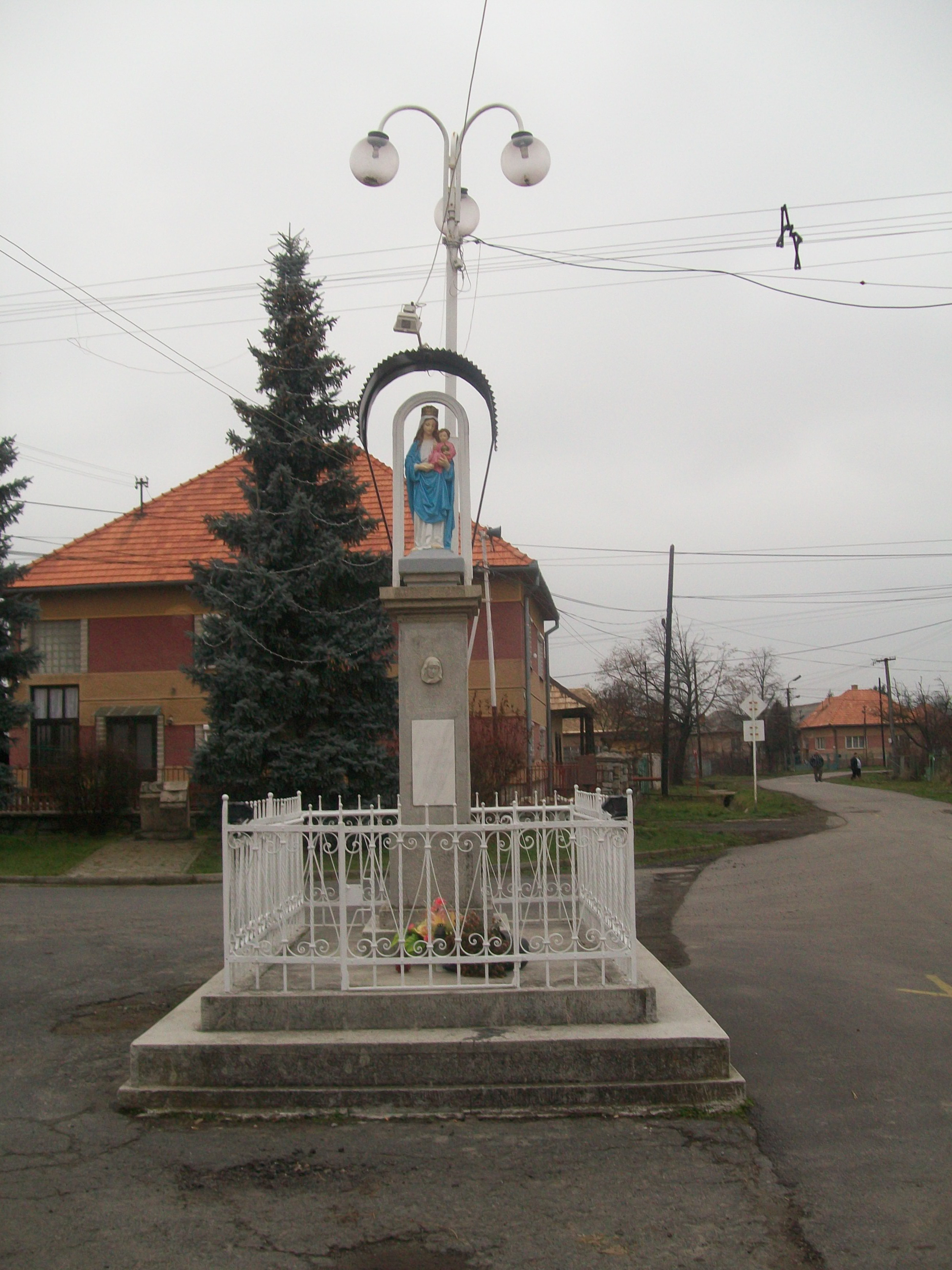
Socha panny Marie
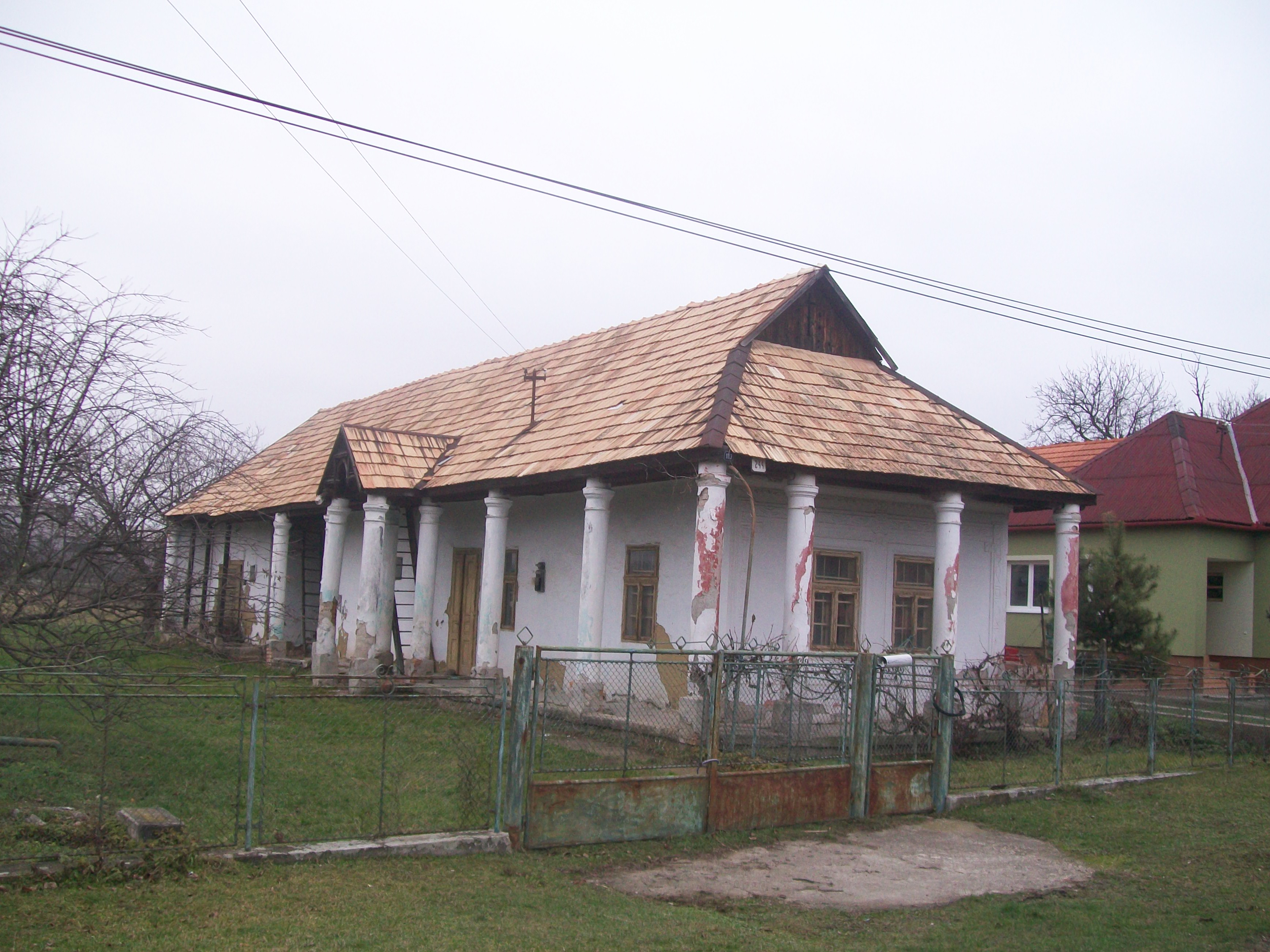
Lidová architektura